# Drepanis de Munro
El drepanis de Munro (Dysmorodrepanis munroi) és un ocell extint de la família dels fringíl·lids (Fringillidae) que habitava l'illa de Lanai, a l'arxipèlag de les Hawaii. És l'única espècie coneguda del gènere  Dysmorodrepanis.

## Descripció
Era un ocell grassonet, de grandària mitjana, amb dors verd oliva verdosos i parts inferiors i groc pàl·lid.. Cella groga o blanca, barbeta i gola blanques. Ales amb un notable pedaç blanc
La característica distintiva d'aquest ocell era el seu fort bec, semblant al d'un lloro, amb dues mandíbules en forma de ganxo que deixaven un espai entre elles quan tancaven el bec.

## Hàbitat i distribució
Era un ocell endèmic dels boscos secs de muntanya de l'illa de Lanai. George C. Munro va capturar en 1913 l'únic espècimen que es conserva. L'ocell només va ser vist dues vegades més, en 1916 i 1918. No s'han citat altres albiraments.